# شاقول

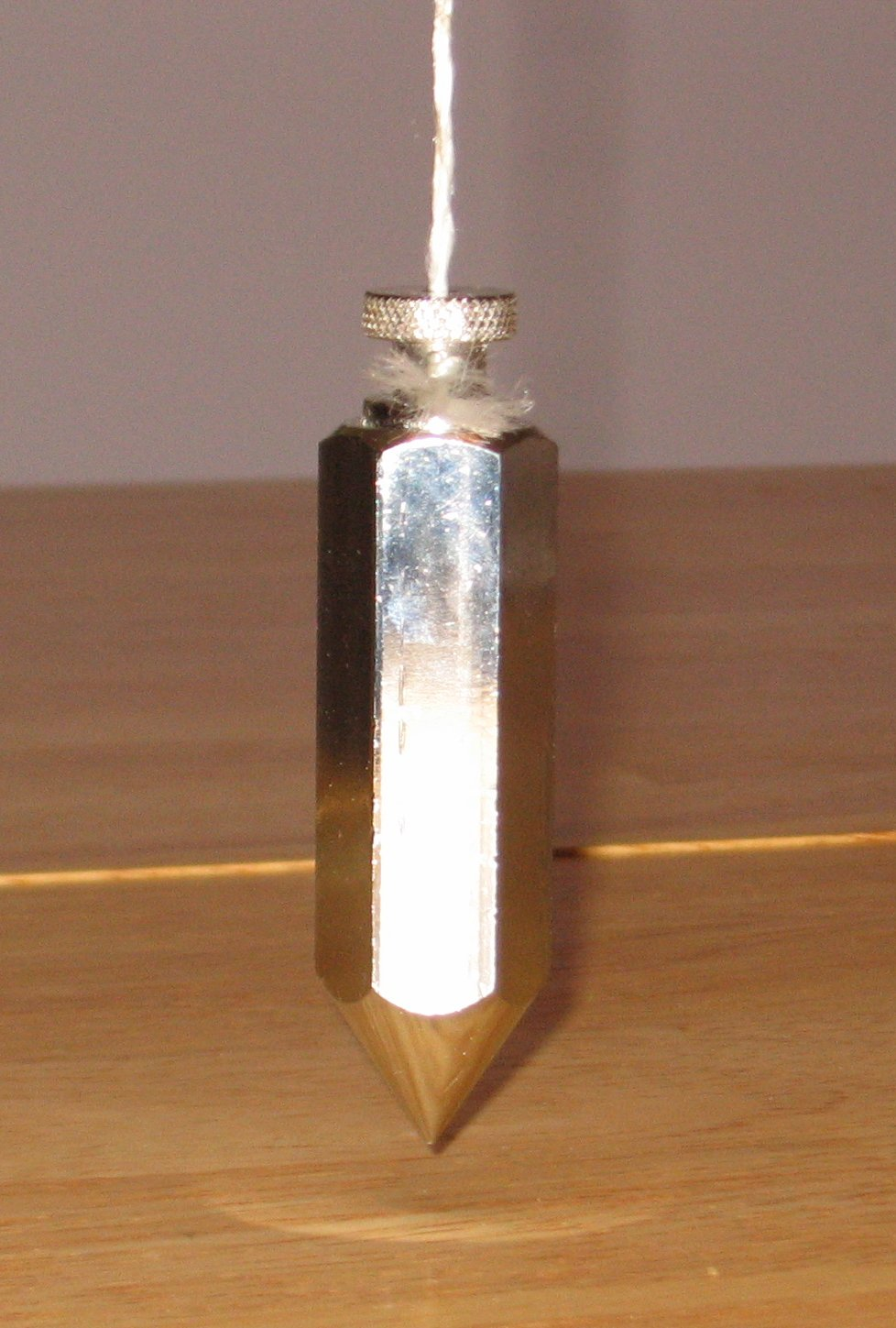
الشاقول

الشاقول أو الفادِن أو المِطْمَر أو المِطمار وتسمى أيضا بلوميت[بحاجة لمصدر] وهي آلة تستخدم في البناء تتكون من خيط وبه ثقل في أحد طرفيه، يجعل الخيط مستقيماً من أعلى إلى أسفل. ويستعملها بناؤو الطوب وبنائو الحجارة دليلاً عموديًا عند بناء الجدران. ويستخدمها المهندسون والمساحون لوضع أدوات معاينة تسمى معيار في نقطة معينة. كما يستخدم الشاقول في تحديد عمق الماء أو الحفريات، ولكن معظم ملاحي السفن الآن يستعملون الفانوميتر والسونار لقياس عمق المياه.